# Holoterpna diagrapharia
Holoterpna diagrapharia là một loài bướm đêm trong họ Geometridae.